# 坦什布赖
坦什布赖（法語：Tinchebray，法語發音：[tɛ̃ʃ(ə)bʁɛ] ⓘ）是法国奥恩省的一个旧市镇，位于该省西北部，属于阿让唐区。2015年1月1日，坦什布赖和相邻的另外6个市镇合并为新市镇坦什布赖博卡日（Tinchebray-Bocage），并成为该市镇的政府驻地。

## 历史
坦什布赖是1106年坦什布赖战役的发生地。

## 地理
坦什布赖（48°45'49"N, 0°43'59"W）面积27 平方千米，位于法国诺曼底大区奧恩省，该省份为法国西北部内陆省份，北起顺时针与卡爾瓦多斯省、厄尔省、厄尔-卢瓦省、萨尔特省、马耶讷省和芒什省接壤。
与坦什布赖接壤的市镇（或旧市镇、城区）包括：圣康坦莱沙尔多内、伊夫朗德、圣科尔尼耶德朗德。
坦什布赖的时区为UTC+01:00、UTC+02:00（夏令时）。

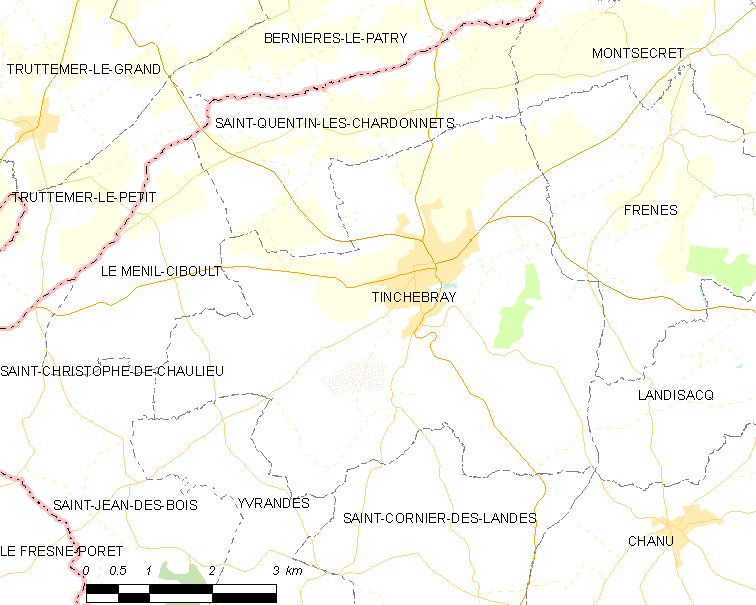
坦什布赖的OSM定位图

## 行政
坦什布赖的邮政编码为61800，INSEE市镇编码为61486。

## 政治
坦什布赖所属的省级选区为栋夫龙昂普瓦赖县。

## 人口

1962-2008年间坦什布赖人口变化图示

坦什布赖于2018年1月1日时的人口数量为2590人。